# Nokia 1100

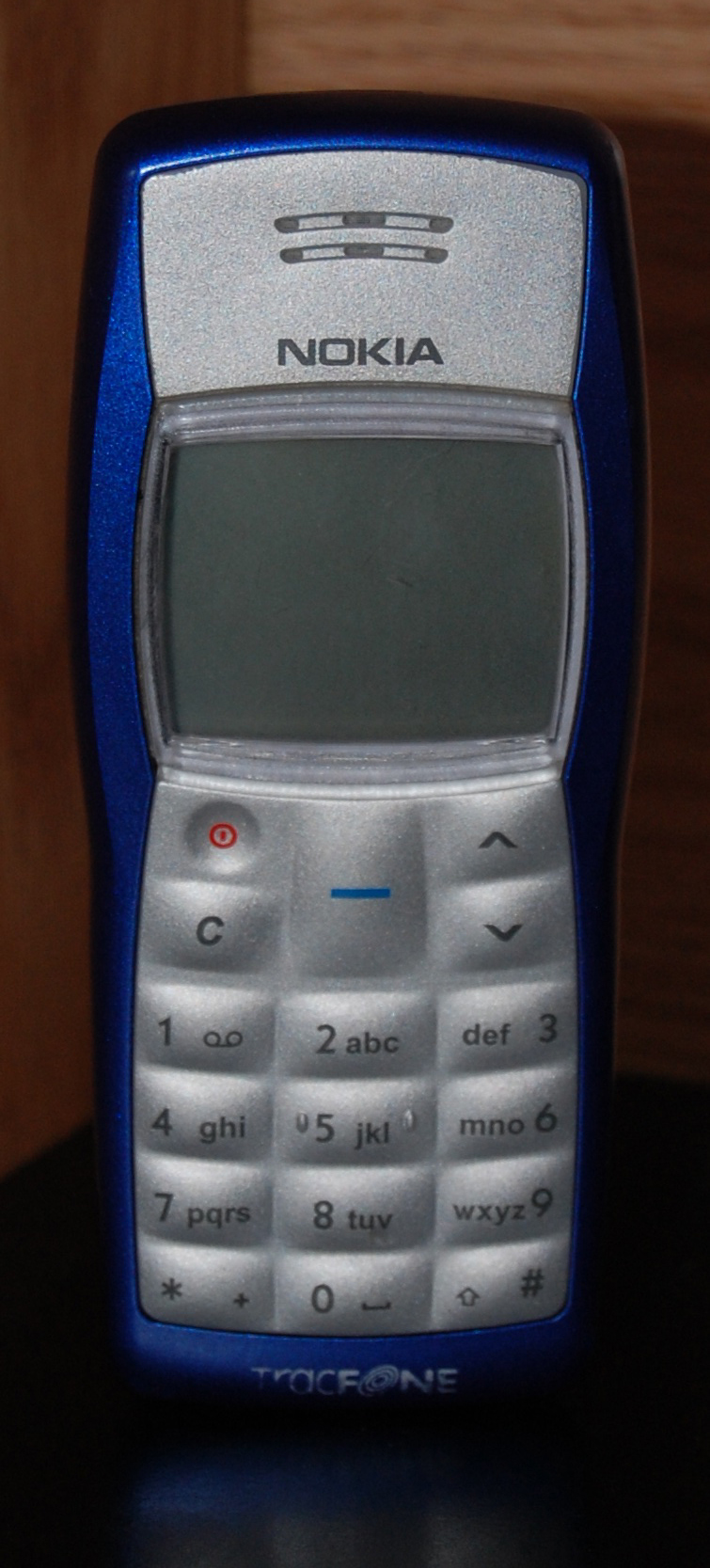
Nokia 1100

Nokia 1100 je mobilní telefon představený v srpnu 2003. Disponuje pouze základní funkční výbavou, tedy SMS, voláním a časovými funkcemi. V telefonu je vestavěná malá svítilna. Má pouze monochromatický displej, poskytuje ale zvýšenou ochranu proti nárazům díky pogumovanému povrchu. Je určena pro děti, seniory, a začátečníky v používání mobilních telefonů. 
Nokia 1100 je nejprodávanější mobilní telefon na světě. Od počátku prodeje v roce 2003 se jí celosvětově prodalo 200 milionů kusů. To je více, než například populární MP3 přehrávač iPod. 